# Centralhotellet, Karlskoga
Centralhotellet var ett hotell i centrala Karlskoga, med adressen Kungsvägen 28 vid Centralplan. Under drygt 90 år var hotellet en plats för festligheter och olika aktiviteter.
Hotellet uppfördes 1884–1885 i Karlskoga kyrkby av Axel Edgren, Håkan Sandberg och Erik Bergsten. Invigningen skedde den 16 januari 1885. Byggnaden revs i september 1975 för att ge plats åt Centrumleden.
Hotellet ägdes av Karlskoga bryggeri och arrenderades av John Liedberg.